# Ein Mann gehört ins Haus
Ein Mann gehört ins Haus ist eine im Herbst 1944 entstandene, nach einer Idee von Anton Maly umgesetzte, reichsdeutsche Filmkomödie von Hubert Marischka mit Magda Schneider, Paul Richter und Maria Andergast in den Hauptrollen. 

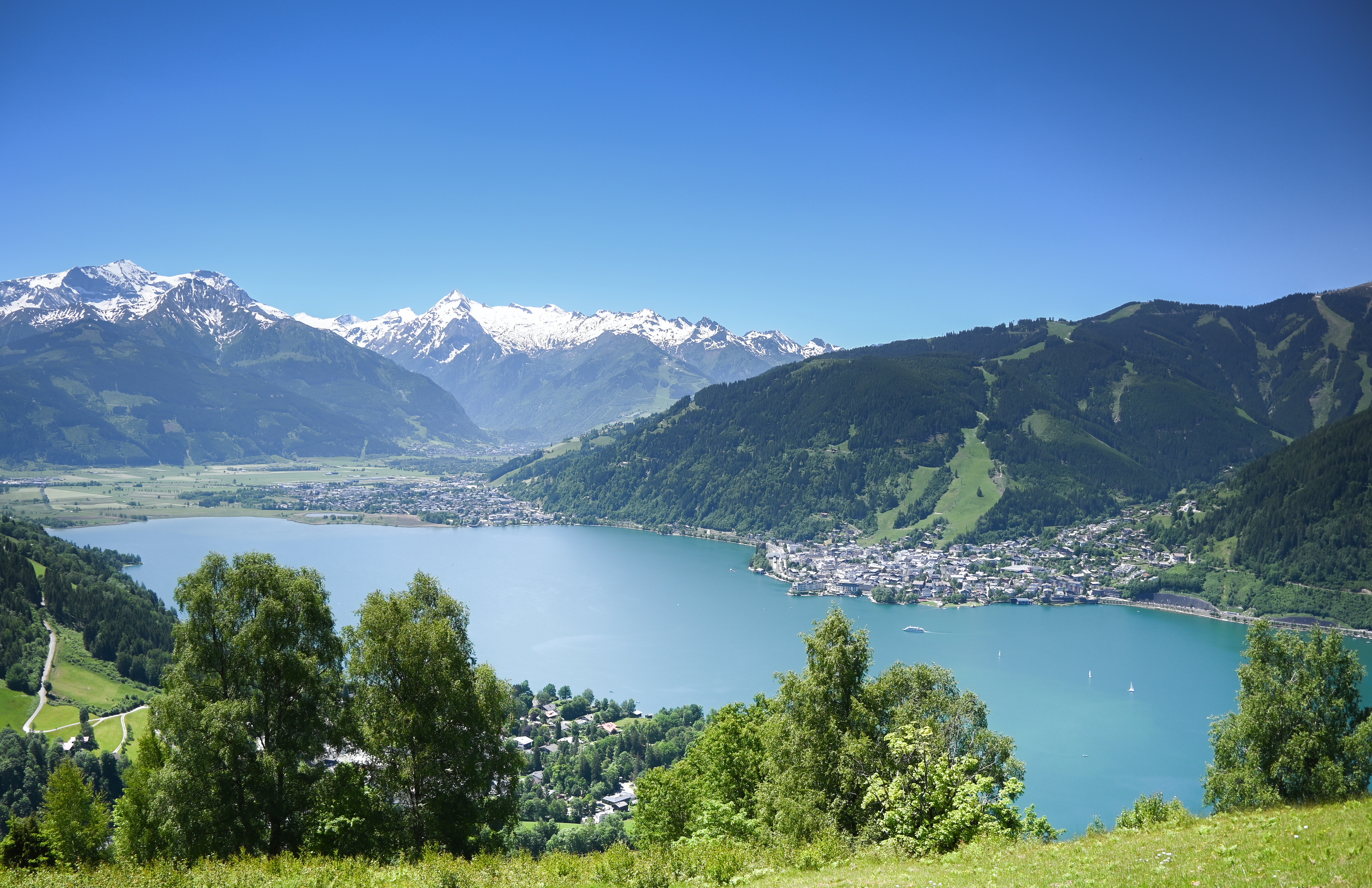
Drehort Zell am See (2008)

## Handlung
Die Bürgschaft für seinen Schwager hat den einst vermögenden Gutsbesitzer Karl Kronthaler um Haus und Hof gebracht. Jetzt, wo er pleite ist und dringend eine neue Einkunftsquelle benötigt, bewirbt er sich bei der umworbenen Bäuerin Loni Tannhofer um den neu zu besetzenden Posten eines Gutsverwalters. Dass er bislang nur sein eigenes Gut verwaltet hat, verschweigt der Bewerber lieber. Loni, die aufgrund ihres Wohlstands von Bewerbern um ihre Hand überschwemmt wird, macht Karl sogleich klar, dass sie an keiner Romanze interessiert sei, sondern lediglich an seiner Fachkompetenz. Unter dieser Bedingung kann Kronthaler seinen neuen Posten antreten. Da ihr Hof an einem malerischen Seengebiet inmitten der Hochalpen liegt, glaubt Loni, dass ihre Besitzung sich gut als Café mit angeschlossener Seeblick-Terrasse eignen würde. Auch plant sie als Neu-Hotelier Feriengäste aufzunehmen und zu bewirten. Da dies eine fixe Idee von ihr ist, hat der vernunftsorientierte  Karl alle Hände voll zu tun, ihr diesen Einfall auszureden. Kronthaler befürchtet nämlich, dass sich diese Investition nicht rentieren dürfte, zumal die Gegend zu abgelegen liegt, um Touristen anzulocken. 
Während sich Karl und Loni nach einiger Zeit auch menschlich allmählich näher kommen, erscheint ein Gaunerpärchen auf dem Tannhof, dass sich als Dr. Curtius und Rita ausgibt. Die beiden haben, wie schon andere Bewerber um die Gunst Lonis zuvor, vor, die Hofbesitzerin zu betuppen. Curtius ist ein professioneller Heiratsschwindler, der mit Ritas Hilfe bevorzugt alleinstehende, wohlhabende Damen auszunehmen. Curtius schmeichelt und umgarnt Loni und bestärkt sie in ihrem Gedanken, aus dem Tannhof ein Café mit angeschlossenem Hotel zu machen. Um Loni ins Unglück zu stürzen, überredet der Ganove die Tannhoferin, zur Realisierung ihres Traumes eine Hypothek in Höhe von 200.000 RM aufzunehmen. Karl ist entsetzt ob dieser Entscheidung und will schlagartig kündigen und den Hof verlassen. Als er aber Curtius‘ Spiel durchschaut, bleibt er, um Loni vor dem zwielichtigen Gauner zu schützen. Rita soll indessen Karl becircen, doch diesem gelingt es bei einem Jagdausflug seine Begleitung auszuhorchen. Auf diesem Wege erfährt Kronthaler, dass Dr. Curtius ein gesuchter Verbrecher ist. Wieder zurück, informiert Karl daraufhin augenblicklich die Polizei. Loni hat sich aus Enttäuschung darüber, dass Karl sich an die Vereinbarung hält und ihr nicht den Hof macht, kurzerhand mit Curtius verlobt und ist entsetzt, als dieser nun von einem ehemaligen Gendarmerieinspektor verhaftet wird. Karl und Loni sprechen sich aus, gestehen einander ihre Lebe und heiraten. Sie werden drei Söhne bekommen, sodass die Erbfolge des Tannhofs gesichert ist.

## Produktionsnotizen
Die thematische Grundlage zum Film bildet das von Anton Maly verfasste Bühnenstück ’s Bankerl unterm Birnbaum, das am 25. August 1932 von der Exl-Bühne am Innsbrucker Stadttheater uraufgeführt wurde. 1941 lieferte Maly für die Wien-Film GmbH von seinem Stück einen Entwurf zu einem lustigen bäuerlichen Film unter dem Titel Das Bankerl unterm Birnbaum oder Liebe, Geld und Lederhosen.
Ein Mann gehört ins Haus, nach dem Krieg auch unter den Titeln Bankerl unterm Birnbaum und Der Jäger und die Tannhofwirtin gezeigt, entstand ab dem 27. September 1944 in Zell am See sowie in den Wiener Schönbrunn-Ateliers. Kriegsbedingt verspätete sich die Uraufführung des 1945 im Endschnitt befindlichen Films auf den 21. Mai 1948 in Wien. Deutschland-Premiere war am 1. Dezember 1950 in München. In Berlin konnte man den Streifen ab dem 30. März 1951 sehen. 
Die Filmbauten schufen Fritz Jüptner-Jonstorff, die Kostüme Helga Tramberger. Otto Untersalmberger zeichnete für den Ton zuständig.

## Kritiken
Der Wiener Arbeiterwille befand: „Ein Unterhaltungsfilm mit freundlicher Ferienstimmung und guten Schauspielern, die durch die Regie Hubert Marischkas mit Geschick ins rechte Licht gerückt werden. Die anspruchsvolle Bezeichnung „Lustspiel“ erscheint allerdings nicht gerechtfertigt, dazu ist das Buch doch zu wenig erfindungsreich. (…) Ein Film zum komoden [sic!] Ausspannen.“
In Österreichs Weltpresse war zu lesen: „Das wurde sehr sauber und nett, in gewohnter Routine, aber auch mit viel Gemüt und Witz auf die Leinwand gezaubert und macht dem Publikum von A bis Z helles Vergnügen. Magda Schneider ist eine zum Anbeißen herzige Tannhofwirtin, die sich in der vorgeschriebenen Neckischkeit sichtlich wohlfühlt. Paul Richter ein lederbehoster Feschak von hohen Graden. Carl Günther brilliert als mit allen Wassern gewaschener Heiratsschwindler. Maria Andergast versucht sich als Gaunerliebchen.“
Paimann’s Filmlisten resümierte 1948: „Magda Schneider ist in dieser Rolle nicht ganz waschecht, geschweige denn bodenständig, stellt aber mit Temperament und Scharm einen ihrer bewährten Trotzköpfe auf die resoluten Beine und hat gutgelaunte Gegenspieler und einige urwüchsige Typen um sich. Da sich auch die Handlung dichterisch nicht in Unkosten stürzt, und an Bewährtes hält: anspruchslose aber volkstümliche Unterhaltung. Die Regie bezieht eine österreichische Seelandschaft in das Geschehen ein, der die, auch in den anheimelnd ausgestatteten Räumen klare Photographie motivlich gerecht wird.“
Im Lexikon des Internationalen Films heißt es: „Anspruchslose Allerweltsgeschichte in der Tradition der Heimatfilme.“